# Ridasi
Ridasi is een plaats in de Estlandse gemeente Muhu, provincie Saaremaa. De plaats heeft de status van dorp (Estisch: küla).

## Bevolking
Het dorp had 23 inwoners op 31 december 2011 en 32 inwoners op 31 december 2021.

## Geschiedenis
Ridasi werd pas rond 1900 voor het eerst genoemd als Ридази, de Russische versie van de naam, een dorp op het landgoed van Nurme, een kroondomein.
Tussen 1977 en 1997 maakte het buurdorp Leeskopa deel uit van Ridasi.